# イオンモール釧路昭和
イオンモール釧路昭和（イオンモールくしろしょうわ）は、北海道釧路市昭和中央に所在するイオン北海道運営の郊外型・モール型ショッピングセンターである。

## 概要
釧路市の土地区画整理事業「昭和中央土地区画整理事業」に伴う誘致により、イオングループのジャスコ釧路店（後のイオンへのブランド統合により「イオン釧路昭和店」に改称）北海道内1号店と70店舗の専門店からなる「イオン釧路昭和ショッピングセンター」としてオープンした。
しかしながら、地元商店街は意見広告などにより郊外への大型商業施設建設に反対したほか、ショッピングセンターオープン後は大型店同士の競争が激化、地元商店街衰退や地元スーパー倒産を誘発した。
2007年8月21日のイオン北海道発足後は、イオン釧路店とは互いの特色（イオンモール釧路昭和は「家族連れ」、イオン釧路店は「アパレル」）を生かして棲み分けされている。

## 沿革
- 2000年（平成12年）：「イオン釧路昭和ショッピングセンター」としてオープン[12]。
- 2011年（平成23年）：イオンへの店舗名変更に伴い、ジャスコ釧路店が「イオン釧路昭和店」と改称[13]。ショッピングセンターの名称変更に伴い、「イオンモール釧路昭和」と改称[14]。
- 2016年（平成28年）：通り魔事件発生[15]。
- 2018年（平成30年）：12月1日（土）より専門店街の営業時間が従来より1時間短縮され、21時へ変更された[16]。

## テナント
1F
- ライトオン
- ABCマート
- ジーユー
- ザ・ダイソー
- ぷらっと946献血ルーム[17]

1F（旧テナント）
- ケンタッキーフライドチキン
- ピザハット
- マクドナルド
- サブウェイ
- レストラン泉屋

2F
- モーリーファンタジー
- エムアイプラザ - 札幌丸井三越の小型支店。
- タイトーステーション（アミューズメント、ボウリング）
- 道新文化センター

## アクセス
鳥取東通沿いに位置している。
くしろバス・阿寒バス「イオン昭和店」バス停下車

## 営業時間が異なるテナント
基本的な営業時間（テナント）は9:00 - 21:00だが、一部例外がある。
詳細はホームページを参照。